# Manuel Alday Marticorena
Manuel Alday Marticorena (San Sebastián, Guipúzcoa, 5 de septiembre de 1917-Madrid, 28 de diciembre de 1976) fue un futbolista español que jugaba como delantero. Jugador histórico del Real Madrid Club de Fútbol del que llegó a ser uno de sus más importantes jugadores en la posguerra (años 1940).

## Trayectoria
Comenzó a jugar al fútbol en un modesto equipo madrileño llamado Imperio Foot-ball Club mientras cursaba estudios de medicina en la capital de España. Con ellos disputó el Campeonato Mancomunado Centro 1939, el primer torneo regional celebrado en Madrid tras finalizar la Guerra Civil. En dicho torneo se enfrentó entre otros al Real Madrid Club de Fútbol —entonces Madrid Foot-Ball Club— el cual decidió ficharlo tras el torneo de cara a la disputa del Campeonato de Liga de esa temporada. Alday fue por tanto integrante del primer Madrid de la posguerra durante cinco temporadas, entre 1939 y 1944, en las que llegó a anotar 81 goles en 94 partidos.
Fue uno de los más prolíficos delanteros de la historia del club, y durante sus primeras cuatro temporadas fue el principal goleador del equipo blanco. En el campeonato nacional anotó 66 goles, números que le llevaron a ser en su momento el máximo goleador histórico del club en Liga y el que más hat-trick marcó. También fue poseedor de otras curiosas marcas como el de jugador más efectivo (goles por minutos de juego), el de primer madridista en marcar cinco goles en un mismo partido de Liga o el de ser el autor del gol número 500 del club en Liga.
Sin embargo esa época fue una de las más oscuras de la historia del club blanco y de hecho Alday no logró hacerse con ningún título durante su permanencia con los madridistas. Destacaron eso sí la participación del equipo en el torneo de Copa de 1940 en la que Alday fue máximo anotador con 13 goles y en la que el equipo llegó a la final, perdida frente al Real Club Deportivo Español, y el Campeonato de Liga 1941-42 en la que marcó 23 goles (tercer máximo realizador) que llevaron al club al subcampeonato, a siete puntos del campeón Valencia Club de Fútbol. También fue subcampeón de la Copa de 1943, aunque apenas jugó en ese torneo. En esta ocasión el Athletic Club venció a los madridistas en la final.
Tras la temporada 1943-44, en la que sólo disputó tres partidos, se retiró el fútbol. A partir de entonces se dedicó a ejercer la medicina. 

## Estadísticas

### Clubes
Datos actualizados a final de carrera.
| Club              | Temporada     | Div.          | Liga  | Liga  | Copas | Copas | Regional | Regional | Total | Total | Media goleadora |
| Club              | Temporada     | Div.          | Part. | Goles | Part. | Goles | Part.    | Goles    | Part. | Goles | Media goleadora |
| ----------------- | ------------- | ------------- | ----- | ----- | ----- | ----- | -------- | -------- | ----- | ----- | --------------- |
| Imperio F. C.     | 1939-40       | 2.ª           | –     | –     | –     | –     | 5        | 3        | 5     | 3     | 0.60            |
| Madrid F. C.      | 1939-40       | 1.ª           | 20    | 13    | 8     | 13    | –        | –        | 28    | 26    | 0.93            |
| Real Madrid F. C. | 1940-41       | 1.ª           | 21    | 14    | 2     | –     | –        | –        | 23    | 14    | 0.61            |
| Real Madrid C. F. | 1941-42       | 1.ª           | 19    | 23    | 3     | 1     | –        | –        | 22    | 24    | 1.09            |
| Real Madrid C. F. | 1942-43       | 1.ª           | 17    | 16    | 1     | 1     | –        | –        | 18    | 17    | 0.94            |
| Real Madrid C. F. | 1943-44       | 1.ª           | 3     | –     | –     | –     | –        | –        | 3     | 0     | 0               |
| Total club        | Total club    | Total club    | 80    | 66    | 14    | 15    | 0        | 0        | 94    | 81    | 0.86            |
| Total carrera     | Total carrera | Total carrera | 80    | 66    | 14    | 15    | 5        | 3        | 99    | 84    | 0.85            |
| 1. 2.             |               |               |       |       |       |       |          |          |       |       |                 |

## Anécdotas
- Hasta la temporada 2011-12 cuando fue superado por Cristiano Ronaldo Alday era el tercer jugador blanco con mayor número de hat-trick en Liga, solo por detrás de Alfredo Di Stéfano y Ferenc Puskás. Sus ocho hat-trick le siguen situando en el cuarto puesto de esta lista —en el mencionado campeonato, no así en el global—.[3]
- Fue el autor del gol 500 del Real Madrid en Liga.[4]
- Anotó en un partido amistoso 7 goles frente al Real Unión Club de Irún.